# Gran Premio Industria e Commercio di Prato 1975
Il Gran Premio Industria e Commercio di Prato 1975, trentesima edizione della corsa, si svolse il 23 agosto 1975 su un percorso di 236 km, con partenza e arrivo a Prato. Fu vinto dall'italiano Tino Conti della Furzi-FT davanti ai suoi connazionali Enrico Paolini e Giacinto Santambrogio.

## Ordine d'arrivo (Top 10)
| Pos. | Corridore                         | Squadra            | Tempo    |
| ---- | --------------------------------- | ------------------ | -------- |
| 1    | Tino Conti                        | Furzi-FT           | 6h12'00" |
| 2    | Enrico Paolini                    | Scic               |          |
| 3    | Giacinto Santambrogio             | Bianchi-Campagnolo |          |
| 4    | Wladimiro Panizza                 | Brooklyn           |          |
| 5    | Italo Zilioli                     | Magniflex          |          |
| 6    | Martin Emilio Rodriguez Gutierrez | Bianchi-Campagnolo |          |
| 7    | Roberto Poggiali                  | Filotex            |          |
| 8    | Dorino Vanzo                      | Presutti-Notari    |          |
| 9    | Bruce Biddle                      | Magniflex          |          |
| 10   | Luciano Borgognoni                | Zonca              |          |